# Альс
Альс (дан. Als) — данський острів у Балтійському морі. Розташований на схід від Ютладського півострова, на північ від німецького узбережжя Шлезвіґ-Гольштайн. На острові частково розташовано місто Сеннерборг.
На півдні омивається Флесенбург фьордом, на заході Альс фьордом і протокою Альс.
Місто Сеннерборг розташовано як на острові, так і материку, будучи розділеним навпіл протокою Альс, у місті є гавань. Дві половини міста з'єднуються над протокою двома мостами: 682-метровий міст протоки Альс, будувався з 1978 до 1981, несе автомобільний рух; і 331-метровий міст короля Крістіана Х будувався в 1925 до 1930, має як автомобільний рух, так і залізничний.

## Назва
- Альс (дан. Als) — сучасна данська назва.
- Альзен (нім. Alsen) — історична німецька назва.

## Міста
- Августенборг